# Социјално-либерална партија Санџака
Социјално-либерална партија Санџака је била бошњачка мањинска политичка странка левог центра у Србији. Њен једини вођа био је Бајрам Омерагић.

## Историја
Приликом обнове регистрације у априлу 2010. године, странка се није регистровала и удружила се у Странку демократске акције Санџака, којој је пренела своје једино седиште.

## Резултати избора

### Парламентарни избори
| Година | Укупно гласачко тело | % гласова становништва | Број места | Промена места | Коалиције              | Влада     |
| ------ | -------------------- | ---------------------- | ---------- | ------------- | ---------------------- | --------- |
| 2003.  | 481,249              | 12,58%                 | 1 / 250    | 1             | Са ДС – ГСС – ДЦ – СДУ | опозиција |
| 2007.  | 33,823               | 0,84%                  | 2 / 250    | 1             | Списак за Санџак       | опозиција |
| 2008.  | 38,148               | 0,92%                  | 1 / 250    | 1             | Списак за Санџак       | влада     |